# Xã Shiloh, Quận Grundy, Iowa
Xã Shiloh (tiếng Anh: Shiloh Township) là một xã thuộc quận Grundy, tiểu bang Iowa, Hoa Kỳ. Năm 2010, dân số của xã này là 981 người.